# 32399 Epifani
32399 Epifani è un asteroide della fascia principale. Scoperto nel 2000, presenta un'orbita caratterizzata da un semiasse maggiore pari a 2,916293 UA e da un'eccentricità di 0,069842, inclinata di 1,014926° rispetto all'eclittica. Ha un diametro di 3,826 km.